# 高柳駅

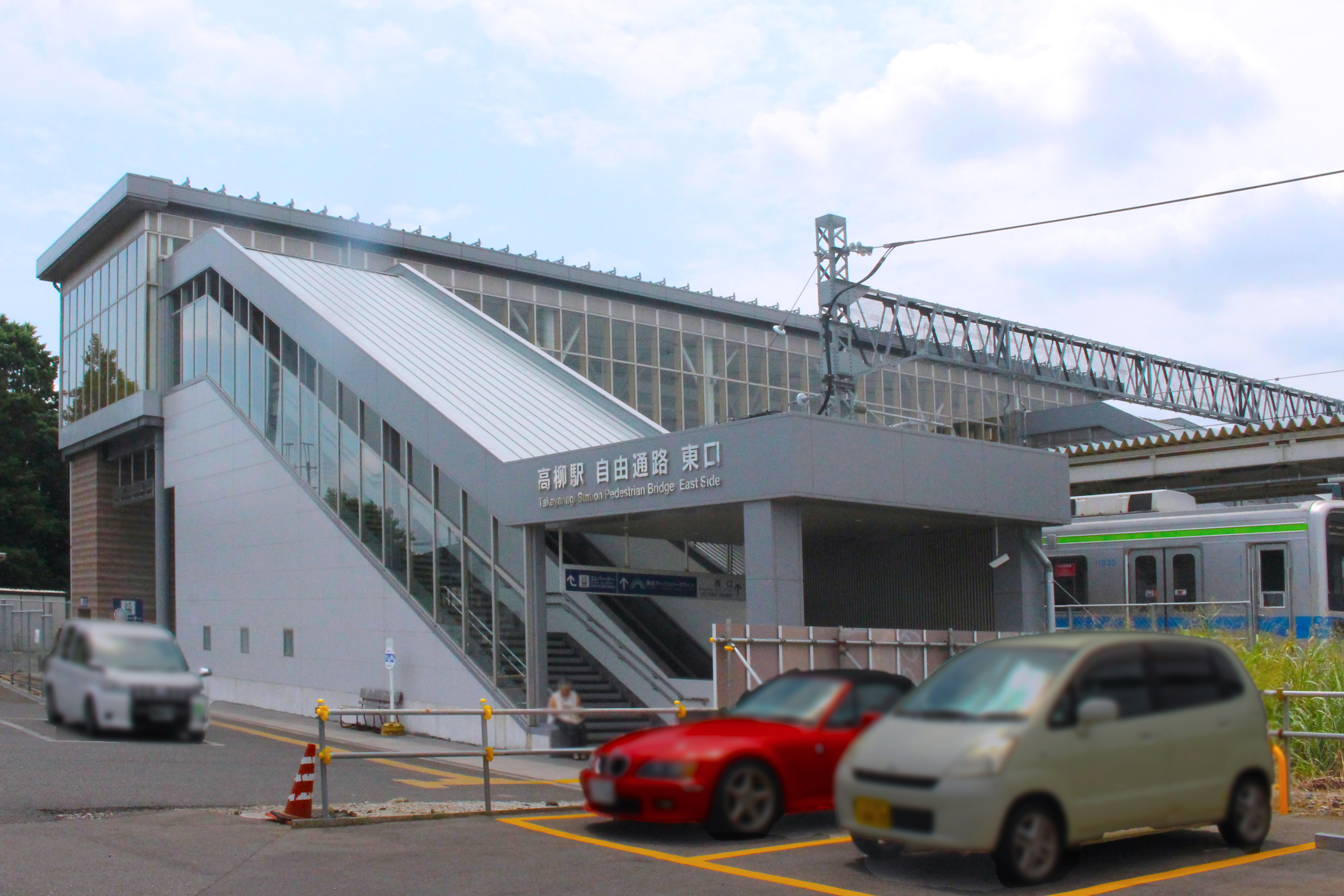
東口（2024年8月）

高柳駅（たかやなぎえき）は、千葉県柏市高柳にある、東武鉄道野田線（東武アーバンパークライン）の駅である。駅番号はTD 28。

## 歴史
2005年（平成17年）3月27日までは東葛飾郡沼南町にあったため、旧沼南町では唯一の駅であった（隣の逆井駅は柏市、六実駅は松戸市）。旧沼南町域は他に北総鉄道北総線が新鎌ヶ谷駅 - 西白井駅間を通っているが、駅が存在しない。
六実駅 - 逆井駅複線化工事に合わせて橋上駅舎化、2面4線化工事を行った。

### 年表
- 1923年（大正12年）12月27日：北総鉄道船橋線の駅として開設[1]。
- 1929年（昭和4年）11月22日：北総鉄道が総武鉄道へ社名変更[2]。
- 1944年（昭和19年）3月1日：陸上交通事業調整法に基づき、東武鉄道が総武鉄道を吸収合併、同社船橋線の駅となる[2]。
- 1948年（昭和23年）4月16日：船橋線が野田線へ編入、同線の駅となる。
- 2018年（平成30年）10月28日：橋上駅舎使用開始。
- 2020年（令和2年）3月14日：ダイヤ改正に伴い、当駅始発終着列車設定。同時に全区間急行運行に伴う急行列車の停車駅となる[3]。また、待避線使用開始。

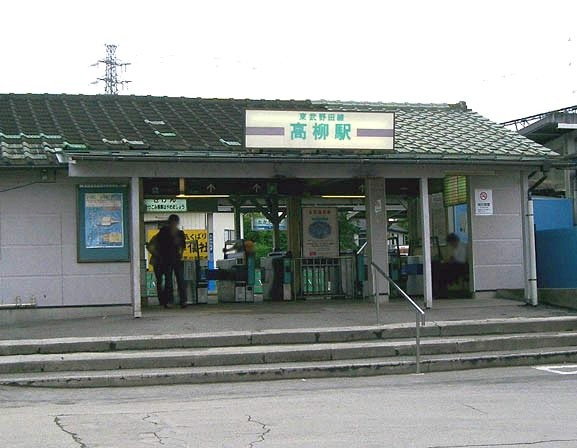
旧駅舎（2006年5月）
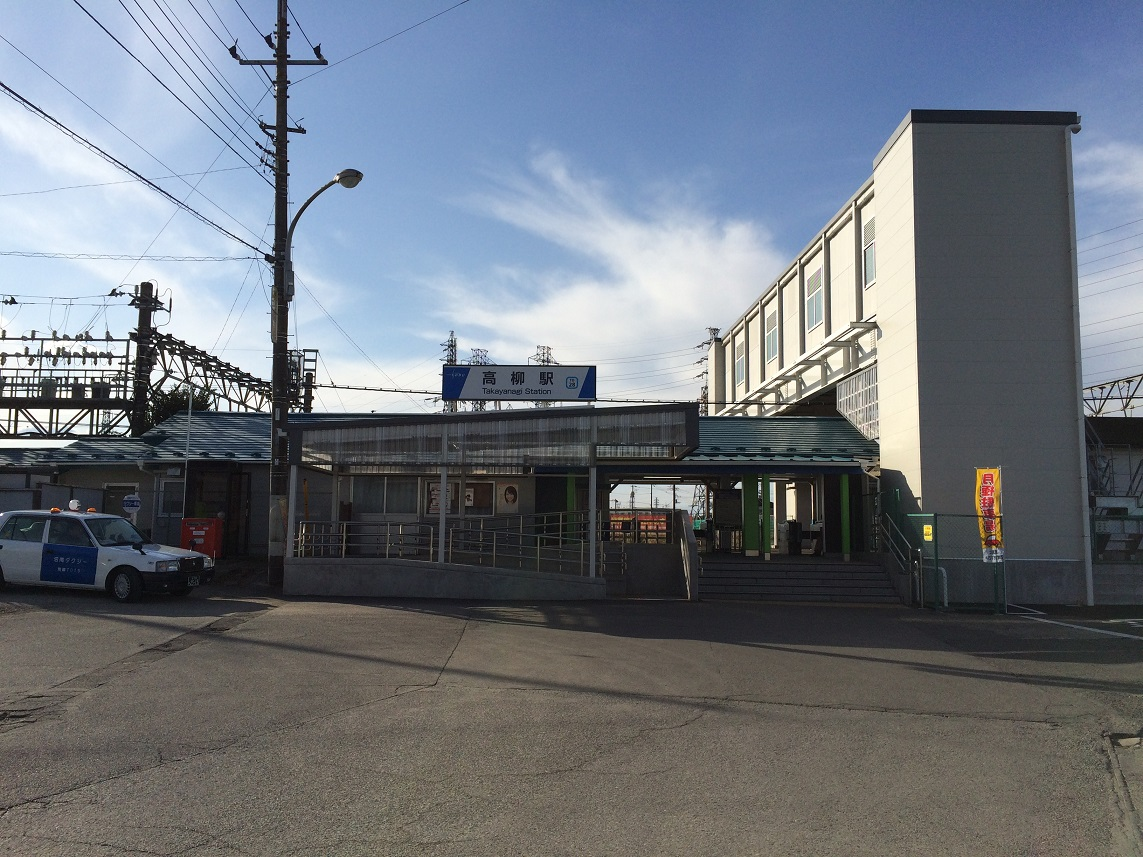
改良前の駅舎（2014年12月）
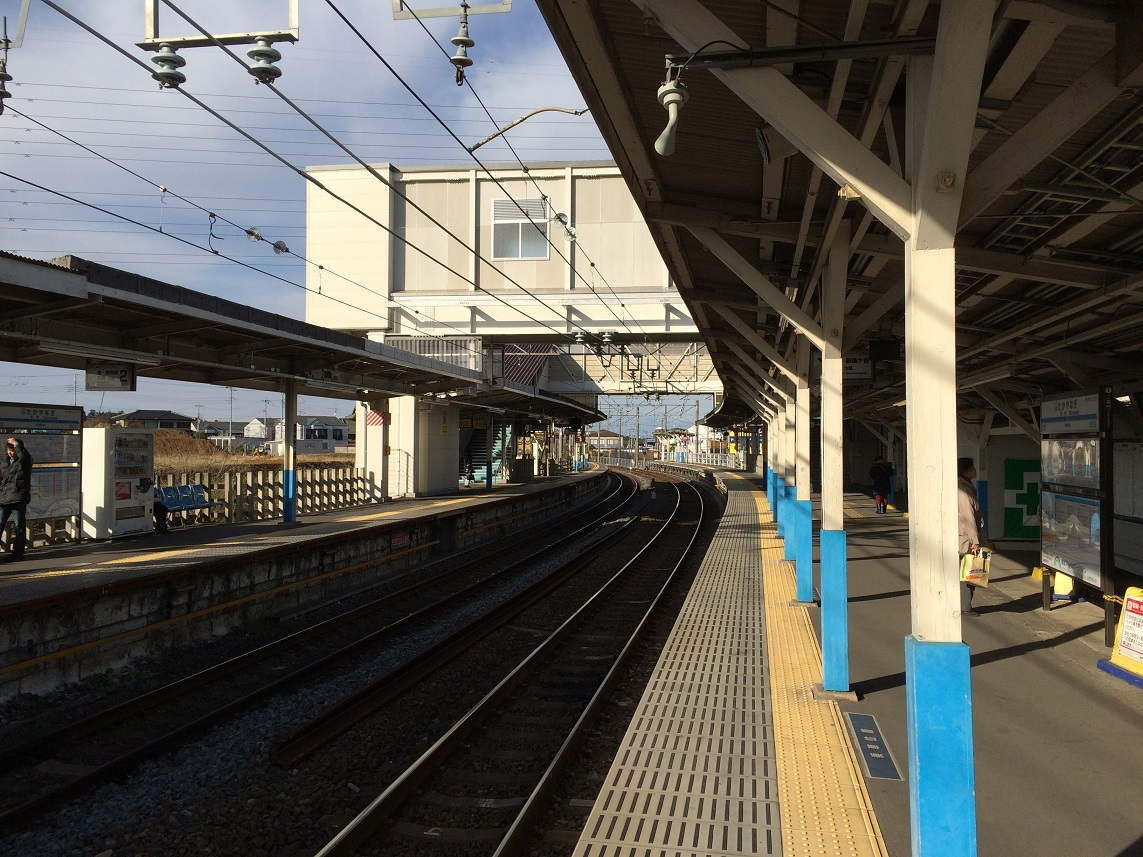
改良前の駅ホーム（2014年12月）
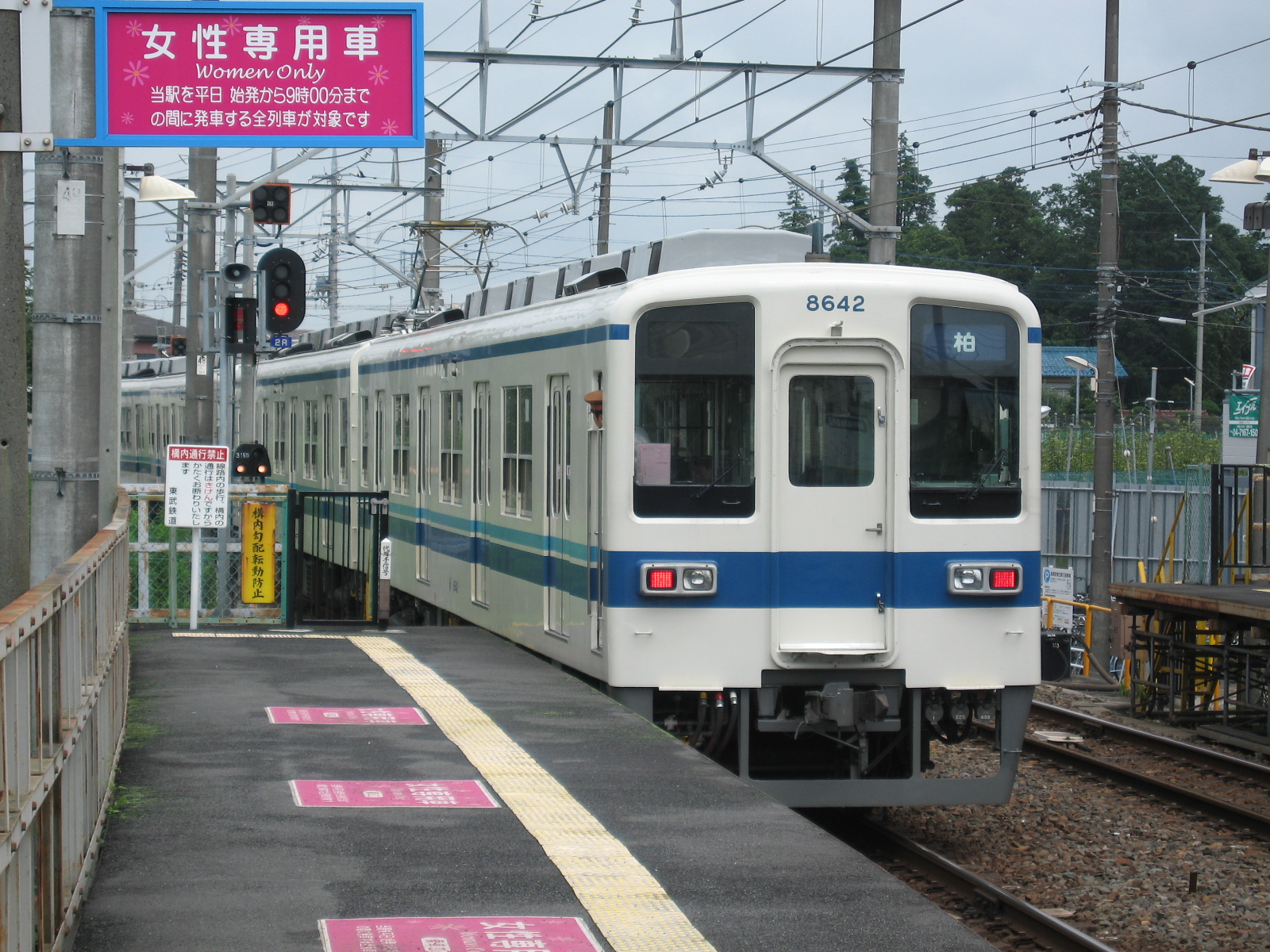
改良前の当駅を発車する東武8000系電車（2006年7月）

## 駅構造
島式ホーム2面4線を有する待避可能な地上駅。橋上駅舎を備える。現駅舎は2018年（平成30年）10月28日に使用開始された。島式ホームのうち上り線（柏方面）は同年3月1日より使用開始され、旧ホーム等の撤去、線路移設を経て、橋上駅舎使用開始と同時に下り線（船橋方面）も新ホームへ移設された。駅舎は東西自由通路と接続しているが、これは橋上駅舎化に先駆け、同年2月20日に使用開始された。自由通路使用用開始に伴い、船橋方にあった踏切は廃止された。2019年（令和元年）10月9日より東口側の新階段及びエスカレーターが使用開始し、同年11月17日に新しい島式ホーム1面2線が使用開始した。
2018年（平成30年）2月28日以前は、現在地より60 m程柏寄りにあり、相対式ホーム2面2線を有する地上駅であった。駅舎は船橋方面ホーム側にあり、柏方面ホームとは跨線橋で連絡していた。
野田線柏駅 - 船橋駅間では当駅両側の逆井駅 - 六実駅間が単線となっていたが、2016年（平成28年）より複線化工事に着手し、2019年（令和元年）11月17日に当駅 - 逆井駅間 (2.2 km) 、同年12月15日に当駅と六実駅間 (1.7 km) の複線化が完了した。複線化と同時に橋上駅舎化すると共に、ホームを船橋方へ約60 m程移動した上で、従来の相対式ホーム2面2線から島式ホーム2面4線へ拡張された。2019年12月15日から、船橋方面は1番線、柏方面は4番線のみを暫定で使用した。2020年（令和2年）3月14日より、2、3番線ホームが使用開始、基本的に当駅で両方面共に急行列車と普通列車の緩急接続が行われるようになった。1・4番線が本線で、急行と待ち合わせる普通列車は2・3番線を使用する。
当駅柏寄りに留置線が6本存在し、これに伴い、早朝を中心に当駅始発柏行、船橋行列車が設定されている。以前は列車行先表示器に「高柳」の設定があるにも関わらず船橋方面から留置線へ進入する場合は南隣の六実駅から回送する形を取っているため、船橋方面からの当駅止まりの列車は設定されていなかったが、2020年（令和2年）3月14日ダイヤ改正において2・3番線ホームが使用開始されたことに伴い、当駅発着列車が設定され、柏方面からの入庫列車も六実行に代わり当駅発着となった。

### のりば
| 番線 | 路線                     | 方向 | 行先     |
| ---- | ------------------------ | ---- | -------- |
| 1・2 | 東武アーバンパークライン | 下り | 船橋方面 |
| 3・4 | 東武アーバンパークライン | 上り | 柏方面   |

主本線・中線
上り本線（4番線）を除き、他の3線は上下線双方に出発可能な線路配置である。急行運転時間帯の待避列車は中線（2・3番線）に入る。
場内の電留線とは上下本線、中線の計4線全てから入換可能である。
- 主本線
  - 1番線 - 下り本線
    - 上り方へも出発可能
    - 電留線へ入換可能

  - 4番線 - 上り本線
    - 上り方のみ出発可能
    - 電留線へ入換可能
- 中線
  - 2番線 - 下り中線
    - 上下線双方に出発可能
    - 電留線へ入換可能

  - 3番線 - 上り中線
    - 上下線双方に出発可能
    - 電留線へ入換可能

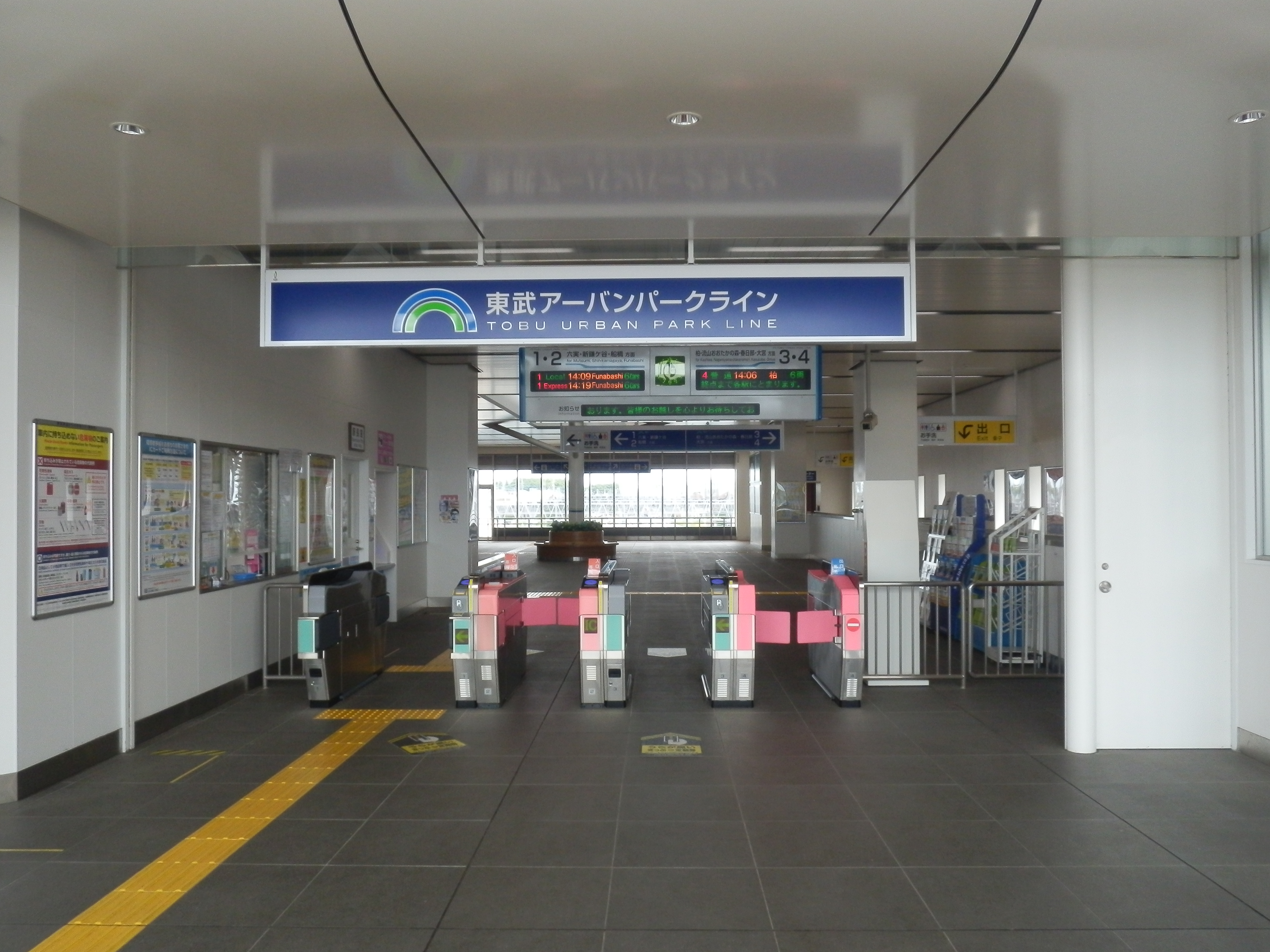
改札口（2020年6月）
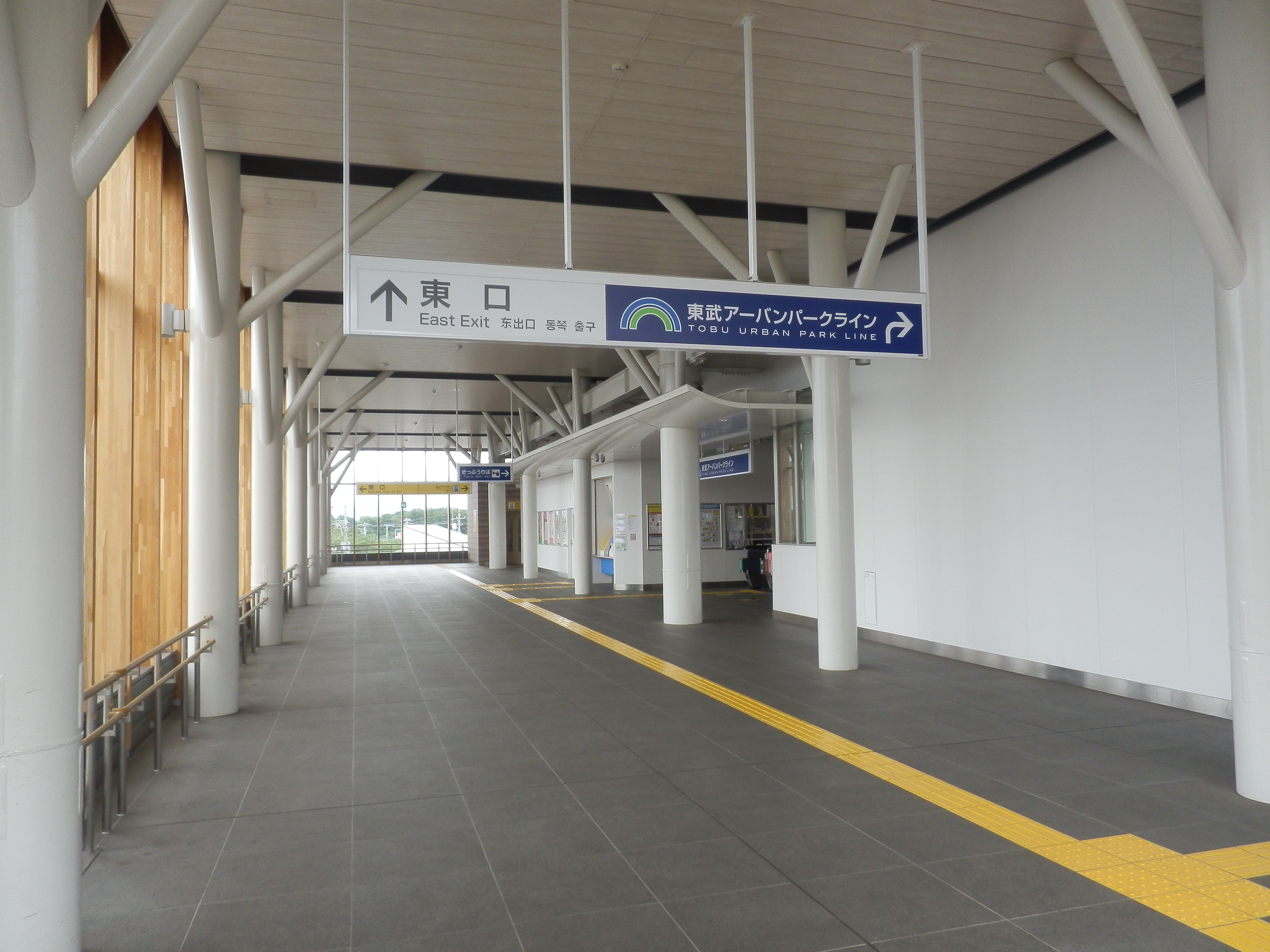
東西自由通路（2020年6月）
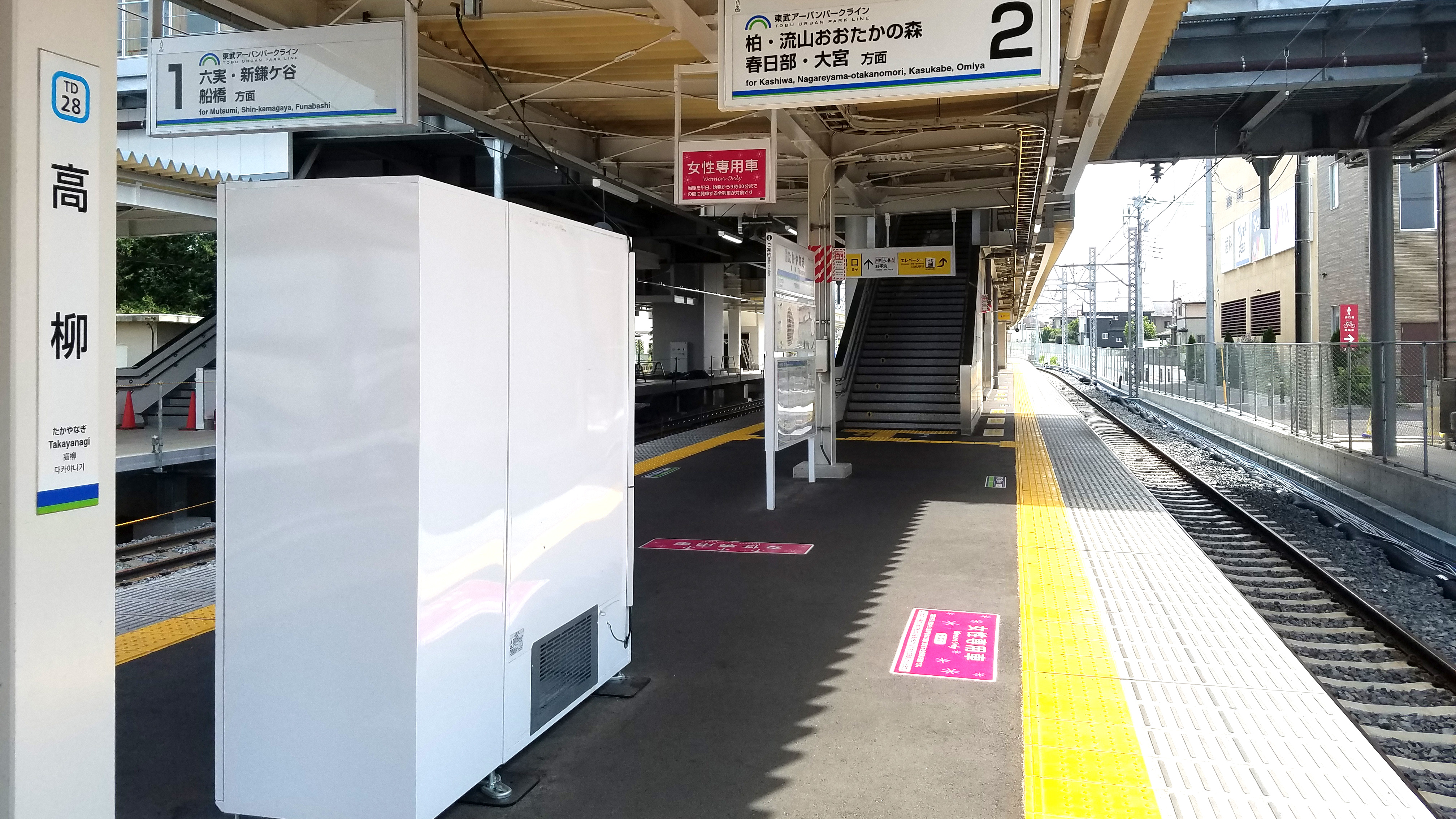
1・2番線ホーム（2019年9月）

## 利用状況
2024年度（令和6年度）の1日平均乗降人員は15,899人である。急行停車駅としては、利用客数は少ないが、近年、駅周辺開発に伴い増加傾向である。
近年の1日乗降・乗車人員の推移は以下の通り。
| 年度               | 1日平均 乗降人員 | 1日平均 乗車人員 | 出典       |
| ------------------ | ---------------- | ---------------- | ---------- |
| 1995年（平成07年） | 12,014           | 6,022            |            |
| 1996年（平成08年） | 12,040           | 6,052            |            |
| 1997年（平成09年） | 11,742           | 5,898            |            |
| 1998年（平成10年） | 11,486           | 5,763            |            |
| 1999年（平成11年） | 11,163           | 5,601            |            |
| 2000年（平成12年） | 11,467           | 5,770            |            |
| 2001年（平成13年） | 11,757           | 5,900            |            |
| 2002年（平成14年） | 11,454           | 5,747            |            |
| 2003年（平成15年） | 11,397           | 5,733            |            |
| 2004年（平成16年） | 11,559           | 5,812            |            |
| 2005年（平成17年） | 11,716           | 5,856            |            |
| 2006年（平成18年） | 11,953           | 5,965            |            |
| 2007年（平成19年） | 12,206           | 6,102            |            |
| 2008年（平成20年） | 12,228           | 6,109            |            |
| 2009年（平成21年） | 12,147           | 6,079            |            |
| 2010年（平成22年） | 12,127           | 6,082            |            |
| 2011年（平成23年） | 11,972           | 6,029            |            |
| 2012年（平成24年） | 12,382           | 6,230            |            |
| 2013年（平成25年） | 12,814           | 6,448            |            |
| 2014年（平成26年） | 12,730           | 6,412            |            |
| 2015年（平成27年） | 13,438           | 6,772            |            |
| 2016年（平成28年） | 13,849           | 6,965            |            |
| 2017年（平成29年） | 14,124           | 7,100            |            |
| 2018年（平成30年） | 14,494           | 7,286            |            |
| 2019年（令和元年） | 14,701           | 7,388            |            |
| 2020年（令和02年） | 12,153           | 6,096            |            |
| 2021年（令和03年） | 13,471           | 6,758            | [ 東武 3 ] |
| 2022年（令和04年） | 14,647           | 7,352            | [ 東武 4 ] |
| 2023年（令和05年） | 15,340           | 7,699            | [ 東武 5 ] |
| 2024年（令和06年） | 15,899           | 7,984            | [ 東武 1 ] |

## 駅周辺
柏市南端部に位置し、松戸市および鎌ケ谷市との境界線に近く、両市一部地域の最寄駅でもある。

### 西口
- 松戸東警察署 六実交番
- 柏市消防局 沼南消防署高柳分署
- 柏市高柳近隣センター
  - 柏市立図書館 高柳分館
- 千葉県立松戸六実高等学校

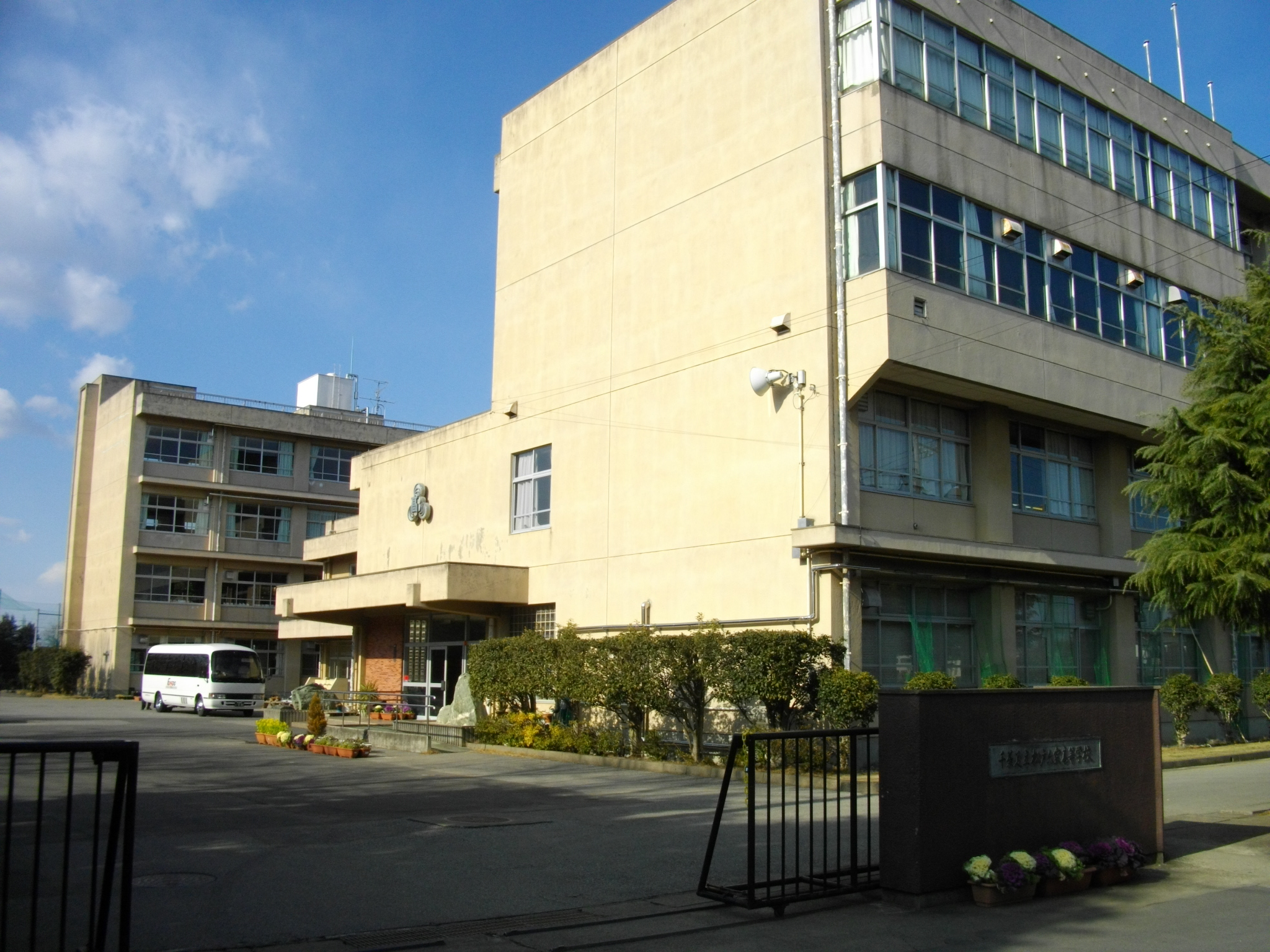
千葉県立松戸六実高等学校

- 柏市立高柳中学校（旧・沼南町立高柳中学校）
- 松戸市立六実中学校
- 柏市立高柳小学校（旧・沼南町立高柳小学校）
- 松戸市立六実小学校
- 沼南高柳西郵便局
- 東京東信用金庫 ときわ平支店高柳出張所
- ヤオコー 柏高柳駅前店
  - ブックオフ・ハードオフ 柏高柳駅前店
- ベルクス 松戸六高台店
- ヨークマート 六高台店
- ウエルシア薬局 柏しいの木台店
- サンドラッグ 六高台店

### 東口

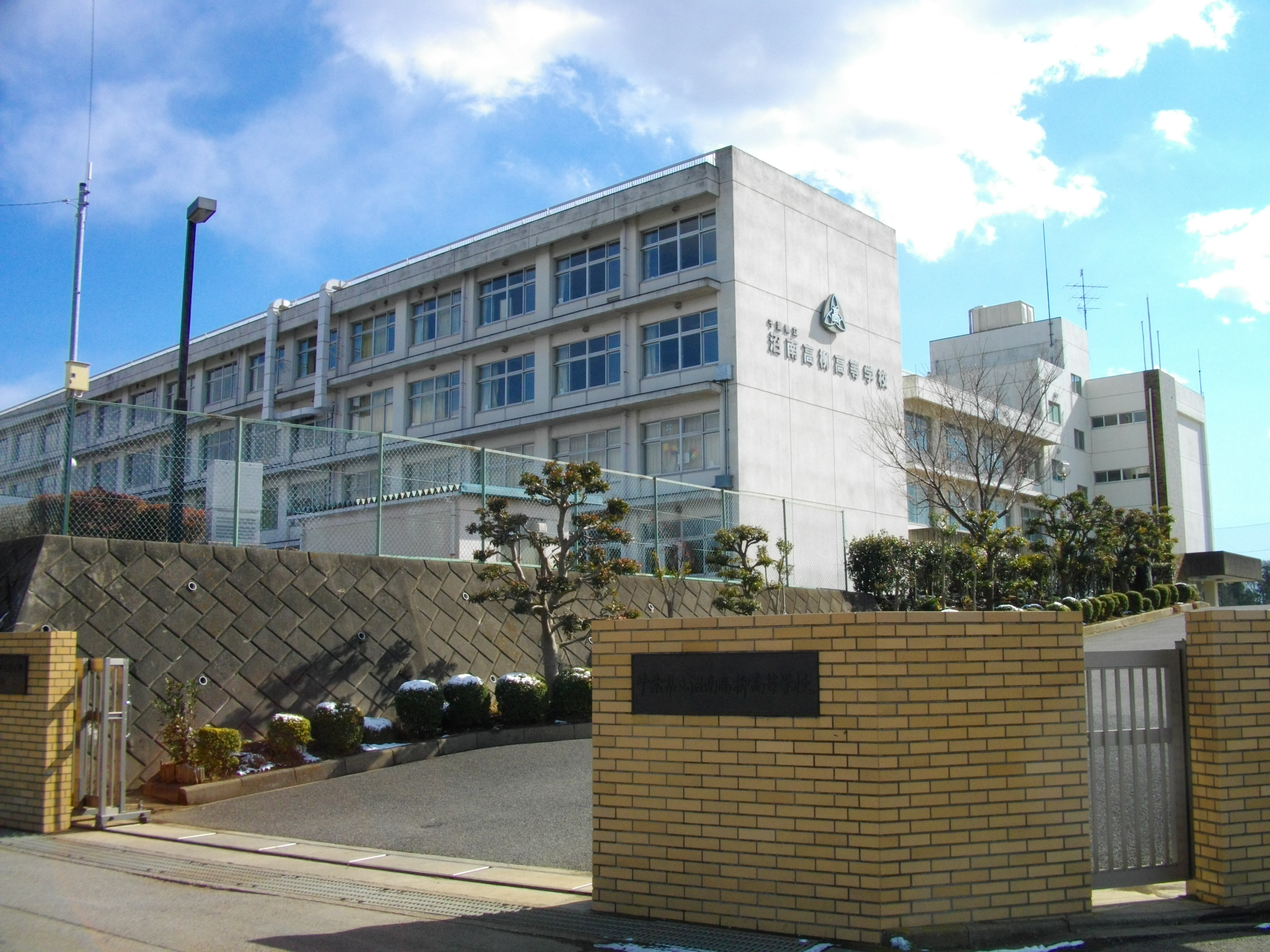
千葉県立沼南高柳高等学校

駅東側には千葉県道8号船橋我孫子線、千葉県道280号白井流山線が走り、海上自衛隊下総航空基地（飛行場）がある。
- 柏警察署 高柳交番
- 千葉県動物愛護センター 東葛飾支所
- 千葉県立我孫子特別支援学校 清新分校
- 千葉県立沼南高柳高等学校
- 高柳保育園
- 沼南高柳郵便局
- ジョイフーズ 高柳店
- ドラッグストアセキ 高柳店
- KCS ゆあさ

## バス路線
下総航空基地・白井市・鎌ケ谷市方面への路線バスと、かしわコミュニティバス「ワニバース」が駅東側のジョイフーズ高柳店前を発着する。また、松戸市方面への路線バスも駅西側を発着する。
| 乗場       | 系統           | 行先                                                     | 運行事業者             | 備考                                                  |
| ---------- | -------------- | -------------------------------------------------------- | ---------------------- | ----------------------------------------------------- |
| 高柳駅     | 下総航空基地線 | - 五香駅・鎌ヶ谷市役所 - 白井工業団地 ・白井駅・白井車庫 | 京成バス千葉セントラル | 五香駅行きは朝1本のみ 鎌ヶ谷市役所行きは平日昼1本のみ |
| 高柳駅     | 沼南コース     | 沼南庁舎バス乗継所                                       | かしわコミュニティバス |                                                       |
| 高柳駅西口 | しいの木台線   | 五香駅                                                   | 京成バス千葉セントラル |                                                       |

- 以前は東武バスイーストの柏駅行も乗り入れていた。
- 高柳駅西口乗り場は、橋上駅舎化に先駆け2015年（平成27年）より西側にロータリーが整備されたのに伴い、仮設停留所を経て、ロータリー側に移動した。橋上駅舎化までは、西側に改札がなかったため、東西自由通路（かつては踏切）を経由する必要があった。

## 隣の駅
東武鉄道
 東武アーバンパークライン
■急行
柏駅 (TD 24) - 高柳駅 (TD 28) - 新鎌ヶ谷駅 (TD 30)
■普通
逆井駅 (TD 27) - 高柳駅 (TD 28) - 六実駅 (TD 29)

### 利用状況
東武鉄道の1日平均乗降人員
1. 1 2 3  『駅別乗降人員 2024年度』（PDF）（レポート）東武鉄道、10頁。オリジナルの2025年5月19日時点におけるアーカイブ。2025年5月29日閲覧。
2. ↑  駅情報（乗降人員） - 東武鉄道
3. ↑  『駅別乗降人員 2021年度』（PDF）（レポート）東武鉄道、2024年、10頁。オリジナルの2024年5月18日時点におけるアーカイブ。
4. ↑  『駅別乗降人員 2022年度』（PDF）（レポート）東武鉄道、2024年、10頁。オリジナルの2024年5月18日時点におけるアーカイブ。
5. ↑  『駅別乗降人員 2023年度』（PDF）（レポート）東武鉄道、2024年、10頁。オリジナルの2024年5月18日時点におけるアーカイブ。